# Telê Santana
Telê Santana da Silva (Itabirito, 26 juli 1931 – Belo Horizonte, 21 april 2006) was een Braziliaanse profvoetballer en voetbalcoach.

## Spelerscarrière
Telê Santana begon zijn voetbalcarrière als doelman, maar voelde zich op die positie niet thuis en werd geleidelijk aan omgeturnd tot linksbuiten. Gedurende zijn carrière speelde hij profvoetbal bij onder meer Fluminense FC, Guarani FC, Madureira EC en CR Vasco da Gama. Ook was Santana reservespeler voor het Braziliaans voetbalelftal. Hoewel zijn voetbalcarrière als geslaagd kan worden gezien behoorde hij op dat gebied nooit tot de wereldtop, iets wat zou veranderen toen hij aan de slag ging als trainer.

## Trainerscarrière
De trainerscarrière van Telê Santana begon in 1967 toen hij de jeugd van Fluminense onder zijn hoede had. Vier jaar later behaalde hij zijn eerste prijs Braziliaanse kampioenschap door met Atlético Mineiro de Campeonato Brasileiro te winnen. Tijdens het WK '82 en het WK '86 was hij bondscoach van het Braziliaans voetbalelftal dat bekendstaat als het kwalitatief sterkste voetbalteam aller tijden. Toch wist Brazilië op beide toernooien de wereldtitel niet te winnen. Tussen de twee WK's door was Santana actief in Saoedi-Arabië, waar hij met Al Ahly vier prijzen in de wacht sleepte. Zijn meest succesvolle periode als trainer bereikte hij echter in de jaren 90, toen hij met São Paulo FC prijs na prijs won. In die tijd was de club nauwelijks te verslaan. Onder de binnengehaalde prijzen bevond zich tot tweemaal toe de Copa Libertadores en tweemaal de Intercontinental Cup, waarin de sterkste ploegen van Zuid-Amerika en Europa tegenover elkaar stonden.
Vanwege ischemie werd hij in 1996 abrupt gedwongen zijn trainerscarrière te beëindigen. Zeven jaar later, in 2003 werd een deel van zijn linkerbeen geamputeerd, nadat de ischemie ook daar was geconstateerd. Na een ziekbed van een maand overleed hij op 21 april 2006 op 74-jarige leeftijd.

## Statistieken

### Gewonnen prijzen als trainer
| jaartal | prijs                  | club             |
| 1969    | Taça Guanabara         | Fluminense FC    |
| 1969    | Campeonato Carioca     | Fluminense FC    |
| 1970    | Campeonato Mineiro     | Atlético Mineiro |
| 1971    | Campeonato Brasileiro  | Atlético Mineiro |
| 1977    | Campeonato Gaúcho      | Grêmio           |
| 1983    | Saudi Arabia League    | Al-Ahli          |
| 1983    | Persian Gulf Cup       | Al-Ahli          |
| 1984    | Saudi Arabia Cup       | Al-Ahli          |
| 1985    | Persian Gulf Cup       | Al-Ahli          |
| 1988    | Campeonato Mineiro     | Atlético Mineiro |
| 1991    | Campeonato Brasileiro  | São Paulo FC     |
| 1992    | Campeonato Paulista    | São Paulo FC     |
| 1992    | Copa Libertadores      | São Paulo FC     |
| 1992    | Intercontinental Cup   | São Paulo FC     |
| 1993    | Copa Libertadores      | São Paulo FC     |
| 1993    | Intercontinental Cup   | São Paulo FC     |
| 1993    | Supercopa Sudamericana | São Paulo FC     |
| 1993    | Recopa Sudamericana    | São Paulo FC     |
| 1994    | Copa CONMEBOL          | São Paulo FC     |
| 1994    | Recopa Sudamericana    | São Paulo FC     |

1 Carlos ·
2 Édson ·
3 Oscar ·
4 Edinho  ·
5 Falcão ·
6 Júnior ·
7 Müller ·
8 Casagrande ·
9 Careca ·
10 Zico ·
11 Edivaldo ·
12 Paulo Vítor ·
13 Josimar ·
14 Júlio César ·
15 Alemão ·
16 Mauro Galvão ·
17 Branco ·
18 Sócrates ·
19 Elzo ·
20 Paulo Silas ·
21 Valdo ·
22 Leão ·
Coach: Santana